# Mario Maloča
Mario Maloča (Zagabria, 4 maggio 1989) è un calciatore croato, difensore dell'HNK Gorica.

## Caratteristiche tecniche
È un difensore centrale.

## Carriera

### Club
Il 14 luglio 2023 rescinde consensualmente il contratto che lo legava con il Lechia Danzica.
Il 26 luglio seguente si accasa tra le file del HNK Gorica firmando un contratto biennale. Tre giorni dopo fa il suo debutto con i Goričani, subentra a Nikola Vujnović nel match casalingo di campionato vinto contro la Lokomotiva Zagabria (1-0).

### Nazionale
Ha giocato nelle nazionali giovanili croate Under-19, Under-20 ed Under-21, per poi nel 2012 giocare anche una partita con la nazionale maggiore croata.

## Statistiche

### Cronologia presenze e reti in nazionale
| Cronologia completa delle presenze e delle reti in nazionale ― Croazia | Cronologia completa delle presenze e delle reti in nazionale ― Croazia | Cronologia completa delle presenze e delle reti in nazionale ― Croazia | Cronologia completa delle presenze e delle reti in nazionale ― Croazia | Cronologia completa delle presenze e delle reti in nazionale ― Croazia | Cronologia completa delle presenze e delle reti in nazionale ― Croazia | Cronologia completa delle presenze e delle reti in nazionale ― Croazia | Cronologia completa delle presenze e delle reti in nazionale ― Croazia |
| Data                                                                   | Città                                                                  | In casa                                                                | Risultato                                                              | Ospiti                                                                 | Competizione                                                           | Reti                                                                   | Note                                                                   |
| ---------------------------------------------------------------------- | ---------------------------------------------------------------------- | ---------------------------------------------------------------------- | ---------------------------------------------------------------------- | ---------------------------------------------------------------------- | ---------------------------------------------------------------------- | ---------------------------------------------------------------------- | ---------------------------------------------------------------------- |
| 15-8-2012                                                              | Spalato                                                                | Croazia                                                                | 2 – 4                                                                  | Svizzera                                                               | Amichevole                                                             | -                                                                      |                                                                        |
| Totale                                                                 |                                                                        | Presenze                                                               | 1                                                                      |                                                                        | Reti                                                                   | 0                                                                      |                                                                        |

| Cronologia completa delle presenze e delle reti in nazionale ― Croazia under 21 | Cronologia completa delle presenze e delle reti in nazionale ― Croazia under 21 | Cronologia completa delle presenze e delle reti in nazionale ― Croazia under 21 | Cronologia completa delle presenze e delle reti in nazionale ― Croazia under 21 | Cronologia completa delle presenze e delle reti in nazionale ― Croazia under 21 | Cronologia completa delle presenze e delle reti in nazionale ― Croazia under 21 | Cronologia completa delle presenze e delle reti in nazionale ― Croazia under 21 | Cronologia completa delle presenze e delle reti in nazionale ― Croazia under 21 |
| Data                                                                            | Città                                                                           | In casa                                                                         | Risultato                                                                       | Ospiti                                                                          | Competizione                                                                    | Reti                                                                            | Note                                                                            |
| ------------------------------------------------------------------------------- | ------------------------------------------------------------------------------- | ------------------------------------------------------------------------------- | ------------------------------------------------------------------------------- | ------------------------------------------------------------------------------- | ------------------------------------------------------------------------------- | ------------------------------------------------------------------------------- | ------------------------------------------------------------------------------- |
| 26-3-2008                                                                       | Čakovec                                                                         | Croazia under 21                                                                | 3 – 1                                                                           | Ungheria under 21                                                               | Amichevole                                                                      | -                                                                               | 51’                                                                             |
| 20-8-2008                                                                       | Koprivnica                                                                      | Croazia under 21                                                                | 2 – 1                                                                           | Bosnia ed Erzegovina under 21                                                   | Amichevole                                                                      | -                                                                               | 51’                                                                             |
| 11-2-2009                                                                       | Costrena                                                                        | Croazia under 21                                                                | 2 – 1                                                                           | Macedonia del Nord under 21                                                     | Amichevole                                                                      | -                                                                               |                                                                                 |
| 7-6-2009                                                                        | Koprivnica                                                                      | Croazia under 21                                                                | 0 – 2                                                                           | Cipro under 21                                                                  | Qual. Europeo Under-21 2011                                                     | -                                                                               |                                                                                 |
| 5-9-2009                                                                        | Fredrikstad                                                                     | Norvegia under 21                                                               | 1 – 3                                                                           | Croazia under 21                                                                | Qual. Europeo Under-21 2011                                                     | -                                                                               |                                                                                 |
| 13-10-2009                                                                      | Varaždin                                                                        | Croazia under 21                                                                | 3 – 1                                                                           | Serbia under 21                                                                 | Qual. Europeo Under-21 2011                                                     | -                                                                               |                                                                                 |
| 14-11-2009                                                                      | Pafo                                                                            | Cipro under 21                                                                  | 1 – 2                                                                           | Croazia under 21                                                                | Qual. Europeo Under-21 2011                                                     | -                                                                               | 90+3’                                                                           |
| 18-11-2009                                                                      | Zlaté Moravce                                                                   | Slovacchia under 21                                                             | 1 – 2                                                                           | Croazia under 21                                                                | Qual. Europeo Under-21 2011                                                     | -                                                                               | 47’, 90+5’                                                                      |
| 2-3-2010                                                                        | Reims                                                                           | Francia under 21                                                                | 3 – 1                                                                           | Croazia under 21                                                                | Amichevole                                                                      | -                                                                               |                                                                                 |
| 11-8-2010                                                                       | Varaždin                                                                        | Croazia under 21                                                                | 4 – 1                                                                           | Norvegia under 21                                                               | Qual. Europeo Under-21 2011                                                     | -                                                                               |                                                                                 |
| 4-9-2010                                                                        | Kragujevac                                                                      | Serbia under 21                                                                 | 2 – 2                                                                           | Croazia under 21                                                                | Qual. Europeo Under-21 2011                                                     | -                                                                               |                                                                                 |
| 9-10-2010                                                                       | Burgos                                                                          | Spagna under 21                                                                 | 2 – 1                                                                           | Croazia under 21                                                                | Qual. Europeo Under-21 2011                                                     | -                                                                               | 65’                                                                             |
| 12-10-2010                                                                      | Varaždin                                                                        | Croazia under 21                                                                | 0 – 3                                                                           | Spagna under 21                                                                 | Qual. Europeo Under-21 2011                                                     | -                                                                               | 66’                                                                             |
| Totale                                                                          |                                                                                 | Presenze                                                                        | 13                                                                              |                                                                                 | Reti                                                                            | 0                                                                               |                                                                                 |

## Palmarès

### Club

#### Competizioni nazionali
- Coppa di Croazia: 2

Hajduk Spalato: 2009-2010, 2012-2013
- Supercoppa di Polonia: 1

Lechia Danzica: 2019